# Darío Cvitanich
Darío Cvitanich (Baradero, 16 de maio de 1984) é um ex-futebolista argentino. De origem croata, seu sobrenome é uma adaptação ao espanhol do original Cvitanić..

## Carreira
Debutou em 2003, pelo Banfield, onde jogou 100 partidas e marcou 41 gols, tendo disputado com o Taladro a Taça Libertadores de 2007. Em 2008, após terminar o Clausura argentino como artilheiro, foi contratado pelo Ajax, que pagou cerca de €6,9 milhões para tê-lo por 5 temporadas.
Bom em jogadas aéreas mesmo tendo porte médio (1,70 m), Cvitanich chamou a atenção de dirigentes da Federação Croata de Futebol, que lhe convidaram naquele mesmo ano para defender a Croácia. Evitando passar pela mesma situação de seu compatriota Daniel Bilos - outro argentino de origem croata (com quem curiosamente jogara no Banfield) que, pretendendo jogar pelo país natal, recusara convite dos croatas e acabou perdendo a chance de disputar com eles a Copa do Mundo de 2006, para depois não conseguir firmar-se na Seleção Argentina -, Cvitanich imediatamente aceitou a proposta, recebendo a nova cidadania em agosto de 2008.
Entretanto, não obteve permissão da FIFA para jogar. A entidade, a fim de conter a "contratação" de jogadores estrangeiros por seleções de países onde não possuíam grande ligação, estabelecera um limite: pelas novas regras, o jogador só poderá atuar em países onde não viveu por cinco anos antes de completar dezoito anos, ou por três depois dessa idade, se possuir origens até a segunda geração anterior (a de seus avós), o que não é o caso de Cvitanich - sua origem croata remonta a um bisavô.

## Estatísticas
Até 17 de abril de 2012.

### Clubes
| Clube             | Temporada         | Campeonato nacional | Campeonato nacional | Copa nacional[a] | Copa nacional[a] | Competições continentais[b] | Competições continentais[b] | Outros torneios[c] | Outros torneios[c] | Total | Total |
| Clube             | Temporada         | Jogos               | Gols                | Jogos            | Gols             | Jogos                       | Gols                        | Jogos              | Gols               | Jogos | Gols  |
| ----------------- | ----------------- | ------------------- | ------------------- | ---------------- | ---------------- | --------------------------- | --------------------------- | ------------------ | ------------------ | ----- | ----- |
| Ajax              | 2008-09           | 18                  | 9                   | 0                | 0                | 4                           | 0                           | 0                  | 0                  | 22    | 9     |
| Ajax              | 2009-10           | 6                   | 4                   | 0                | 0                | 2                           | 0                           | 0                  | 0                  | 8     | 4     |
| Ajax              | 2010-11           | 6                   | 0                   | 1                | 0                | 1                           | 0                           | 0                  | 0                  | 8     | 0     |
| Ajax              | Total             | 30                  | 13                  | 1                | 0                | 7                           | 0                           | 0                  | 0                  | 38    | 13    |
| Pachuca           | 2010-11           | 16                  | 9                   | 0                | 0                | 5                           | 1                           | 2                  | 2                  | 23    | 12    |
| Pachuca           | Total             | 16                  | 9                   | 0                | 0                | 5                           | 1                           | 2                  | 2                  | 23    | 12    |
| Boca Juniors      | 2011-12           | 22                  | 9                   | 0                | 0                | 3                           | 1                           | 0                  | 0                  | 25    | 10    |
| Boca Juniors      | Total             | 22                  | 9                   | 0                | 0                | 3                           | 1                           | 0                  | 0                  | 25    | 10    |
| Total na carreira | Total na carreira | 68                  | 31                  | 1                | 0                | 15                          | 2                           | 2                  | 2                  | 86    | 35    |

- a. ^ Jogos da Copa Argentina
- b. ^ Jogos da Copa Libertadores
- c. ^ Jogos do Jogo amistoso

## Títulos
Ajax
- Campeonato Holandês: 2010–11

Pachuca
- Liga dos Campeões da CONCACAF: 2011

Racing
- Campeonato Argentino: 2018–19